# إد براون (سائق سيارة سباق)
إد براون (بالإنجليزية: Ed Brown)‏ هو سائق سيارة سباق أمريكي، ولد في 18 يناير 1963 في دنفر في الولايات المتحدة.

## وصلات خارجية
- إد براون على موقع Racing-Reference.info (الإنجليزية)
- إد براون على موقع DriverDB.com (الإنجليزية)